# 雅克·弗雷蒙

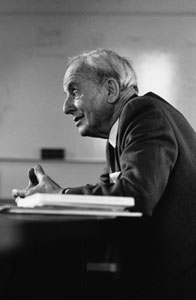

雅克·弗雷蒙（Jacques Freymond，1911-1998）是瑞士歷史學家、國際關係学家和日內瓦发展研究高等学院、國際關係及發展高等学院院长，以對冷戰時期歐洲國際關係和多邊外交研究而聞名。弗雷蒙畢業於日內瓦大學，隨後前往巴黎深造，專注於現代歷史和外交政策研究，特别是蘇聯與西方國家之間的對抗、歐洲一體化的進程以及國際組織在緩和衝突中的作用。弗雷蒙是紅十字國際委員會成員。他於1965年至1971年擔任副会长，並於1969年2月至6月擔任代会长。

## 引用
1. ↑  . www.munzinger.de.   [2019-06-11].
2. ↑  Taylor, A. J. P.; A. J. P. Taylor. . The English Historical Review (Oxford: Oxford University Press). 1964, 79 (312): 571–573. JSTOR 561002. doi:10.1093/ehr/LXXIX.CCCXII.571.
3. ↑  . www.icrc.org. （原始内容存档于2014-02-03）.